# Sisu
Sisu és una pel·lícula d'acció finlandesa del 2022 escrita i dirigida per Jalmari Helander. La pel·lícula es va rodar el 2021 a Lapònia i es va estrenar al Festival de Cinema de Toronto el setembre de 2022. Al LV Festival Internacional de Cinema Fantàstic de Catalunya, Sisu va guanyar els premis a millor pel·lícula, millor actor, millor fotografia i millor música. S'ha subtitulat al català.

## Argument
Durant la Guerra de Lapònia, un buscador d'or, interpretat per Jorma Tommila, ha d'escapar d'una patrulla nazi dirigida per un brutal Obersturmführer de la Schutzstaffel.